# Milorad Ruvidić
Milorad Ruvidić (en serbe cyrillique : Милорад Рувидић ; né le 5 avril 1863 à Lipolist et mort le 4 janvier 1914 était un architecte serbe.

## Œuvres

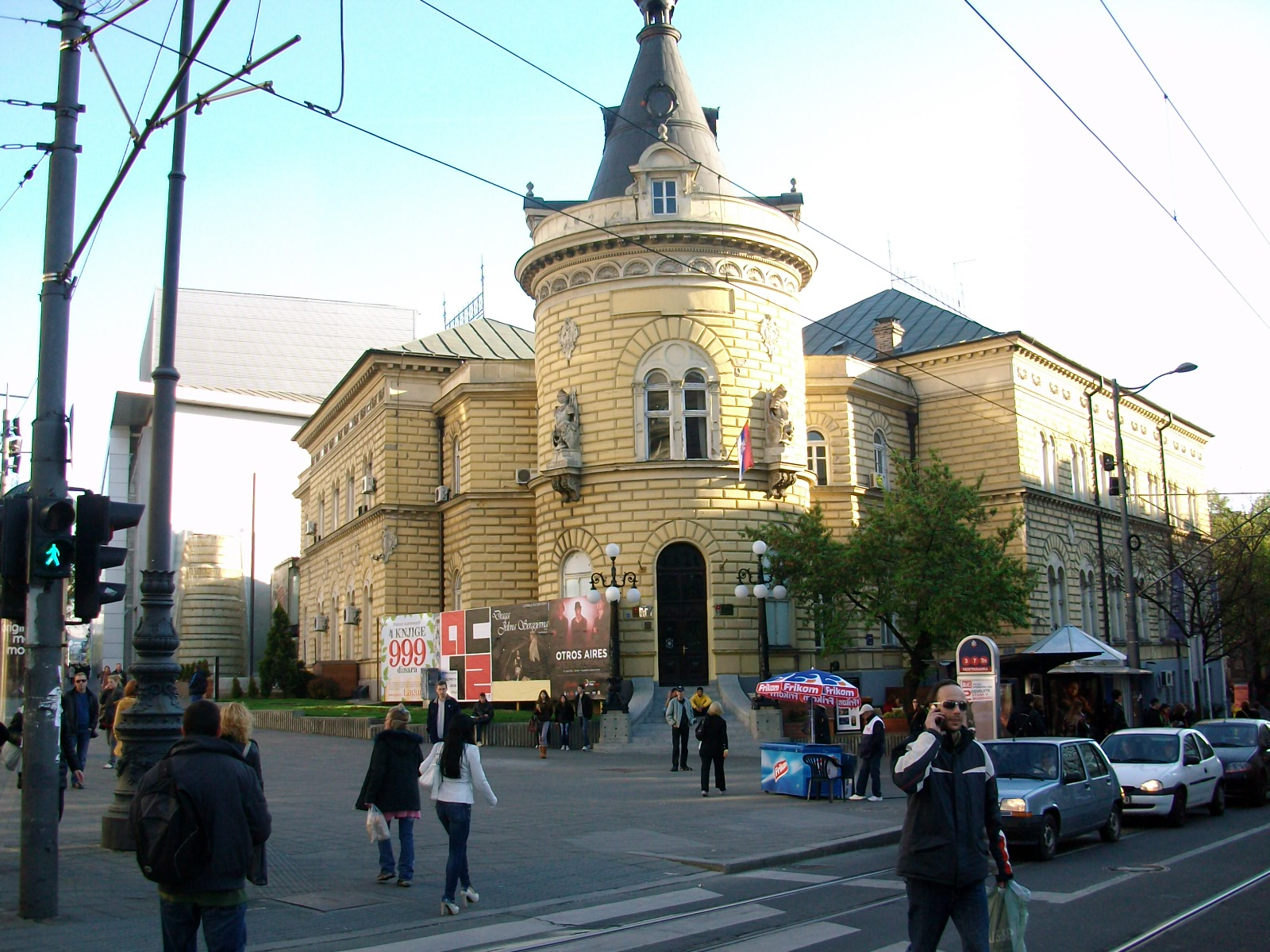
Le mess des officiers à Belgrade.

En 1892, Milorad Ruvidić a conçu le projet du bâtiment de l'Ancienne administration du district à Veliko Gradište ; il est caractéristique du style néo-Renaissance, avec quelques éléments de décoration plastique Art nouveau. Le bâtiment est inscrit sur la liste des monuments culturels protégés de la République de Serbie(identifiant no SK 566).
En collaboration avec Jovan Ilkić, il a construit le bâtiment du mess des officiers à Belgrade en 1895, inscrit sur la liste des biens culturels de la ville de Belgrade. En 1898-1899, Milorad Ruvidić a construit la maison de Dimitrije Krsmanović à Belgrade ; en raison de son importance architecturale, cet édifice figure sur la liste des monuments culturels protégés et sur la liste des biens culturels protégés de la Ville de Belgrade ; il abrite aujourd'hui l'ambassade d'Autriche à Belgrade.
En 1904, à Smederevo, il construit le bâtiment du lycée ; cet édifice de style éclectique, influencé par le néo-classicisme est aujourd'hui protégé (identifiant no SK 553).
En 1906 et 1907, à Šabac, il dessine deux édifices dotés d'un rez-de-chaussée et de deux étages surnommés les « bâtiments jumeaux » (en serbe : zgrade bliznakinje), le bâtiment de l'Administration du district et le bâtiment du Tribunal de district ; caractéristiques du style néo-Renaissance, ils tous les deux classés parmi les monuments culturels protégés (identifiants no SK 730 et no SK 729),.
En 1908, il reprend les travaux la nouvelle église du monastère de Divljana, près de Bela Palanka (monument protégé, identifiant no SK 600),.
Le bâtiment de la banque de Smederevo à Belgrade, construit entre 1910 et 1912 et caractéristique de l'Art nouveau, figure sur la liste des monuments culturels de grande importance de la République de Serbie et sur la liste des biens culturels protégés de la Ville de Belgrade.
En 1911, il a construit l'iconostase de l'église de la Transfiguration de Pančevo ; cette église, construite sur des plans de Svetozar Ivačković, figure sur la liste des monuments culturels d'importance exceptionnelle de la République de Serbie.
En 1912-1914, Milorad Ruvidić conçoit le projet due bâtiment du lycée Stevan Sremac à Niš. Par ses proportions et sa symétrie, le bâtiment s'inscrit dans les canons de l'académisme architectural, avec une approche éclectique dans le traitement de la décoration de façade (choix de motifs de la Renaissance allemande, citations baroques modestes et éléments Art nouveau). Il est inscrit sur la liste des monuments culturels protégés de la République de Serbie (identifiant no SK 1934),.

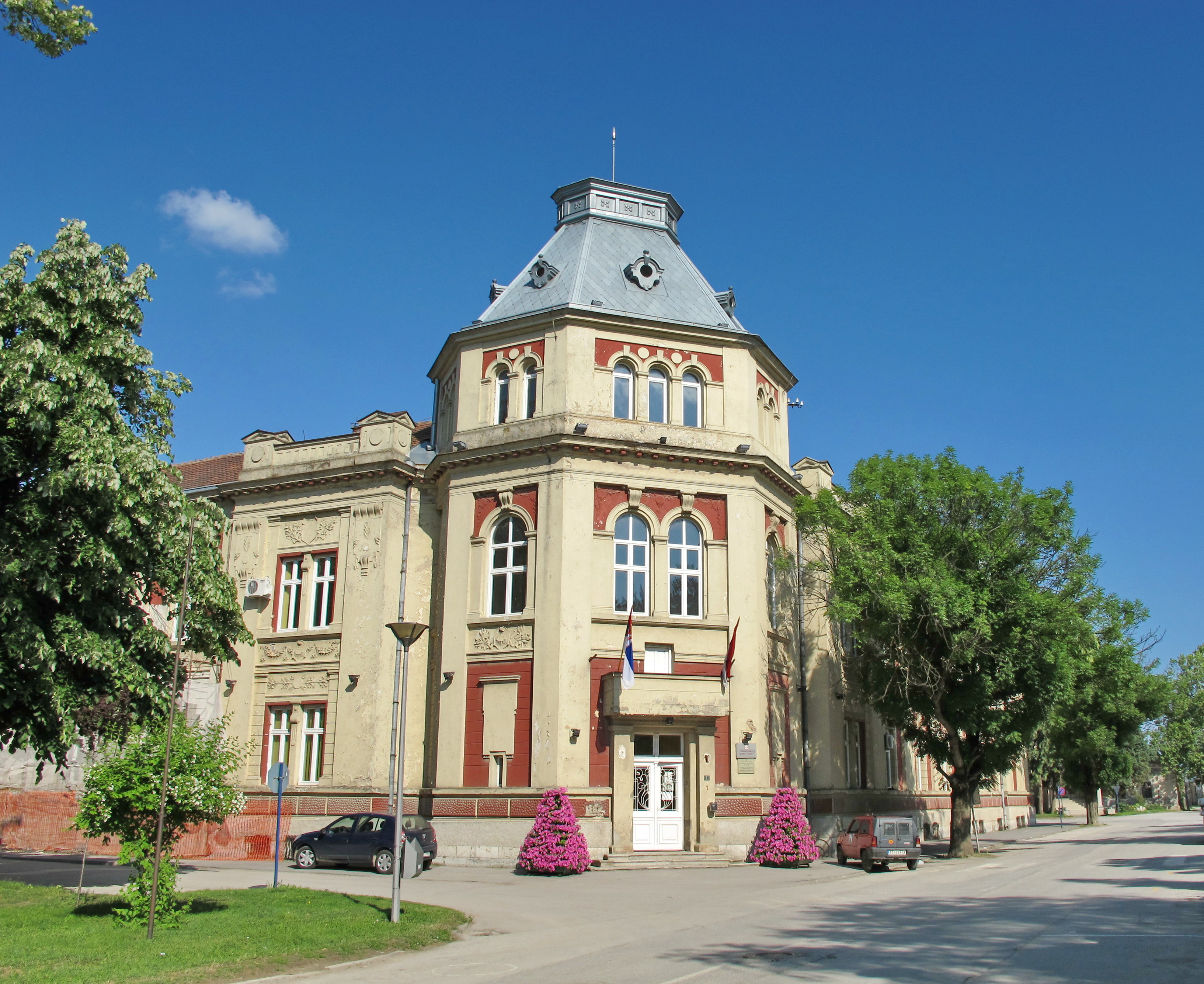
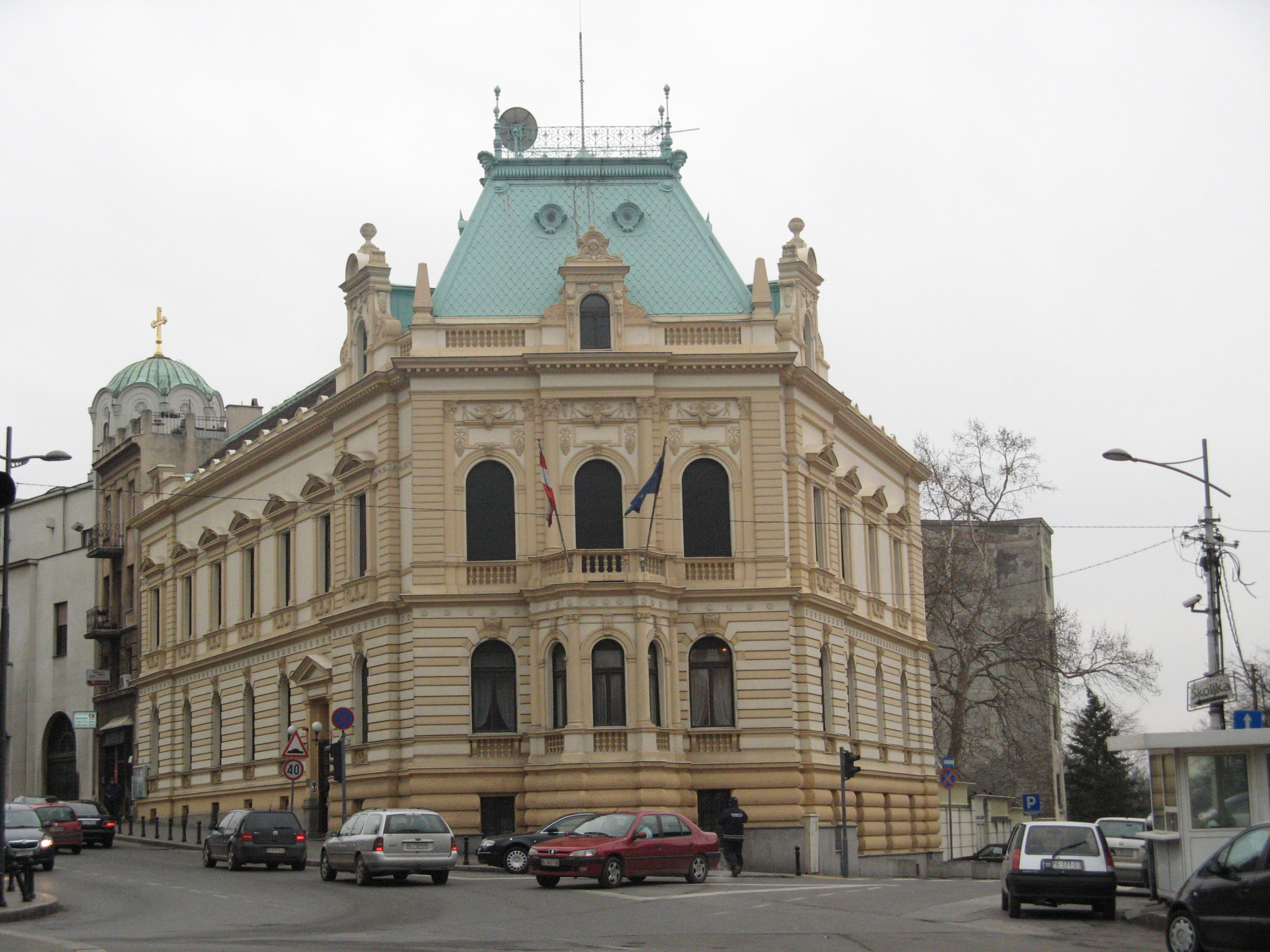
La maison de Dimitrije Krsmanović à Belgrade.
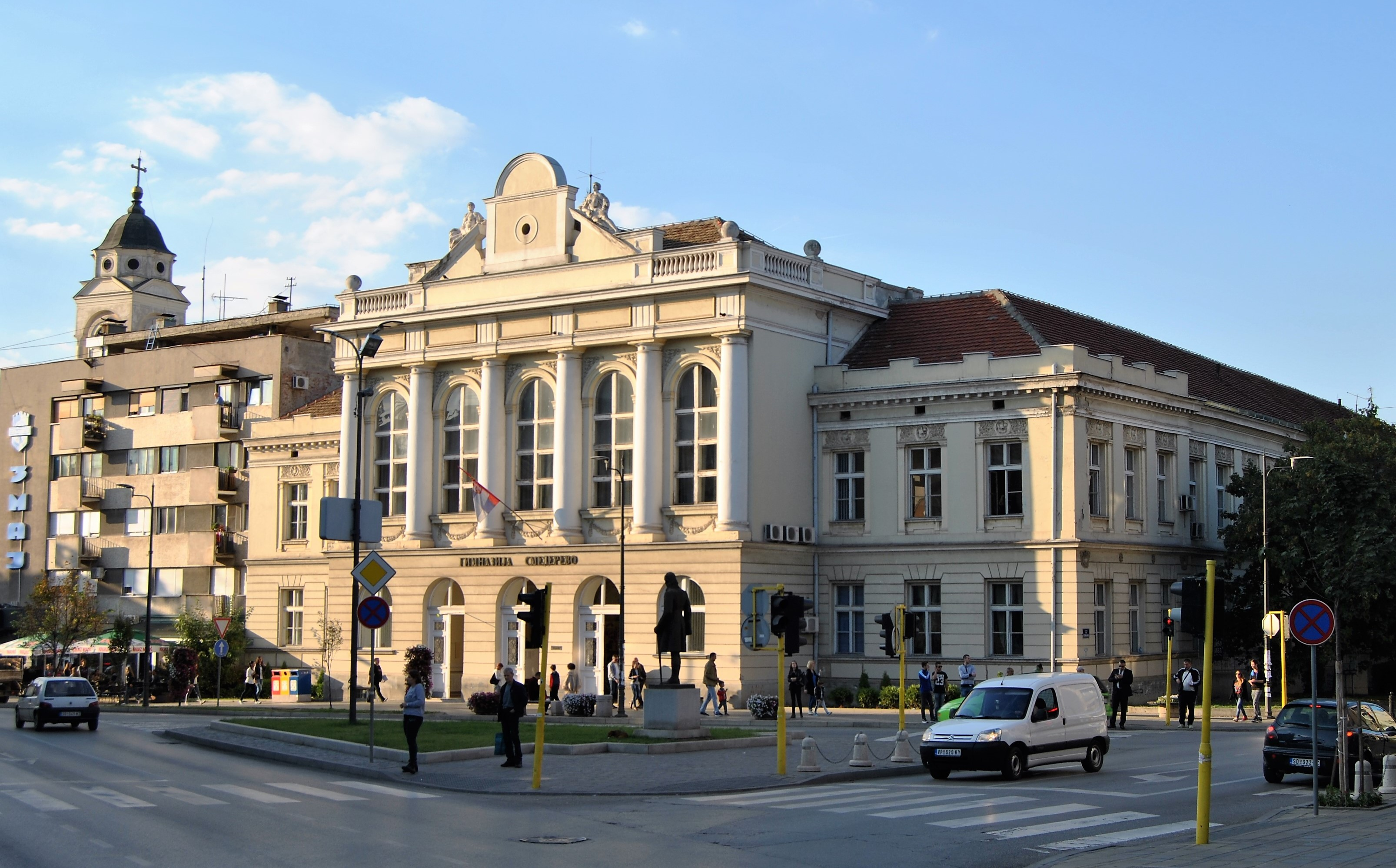
Le lycée de Smederevo ; l'aile de droite est de Ruvidić ; la façade principale a été remaniée.
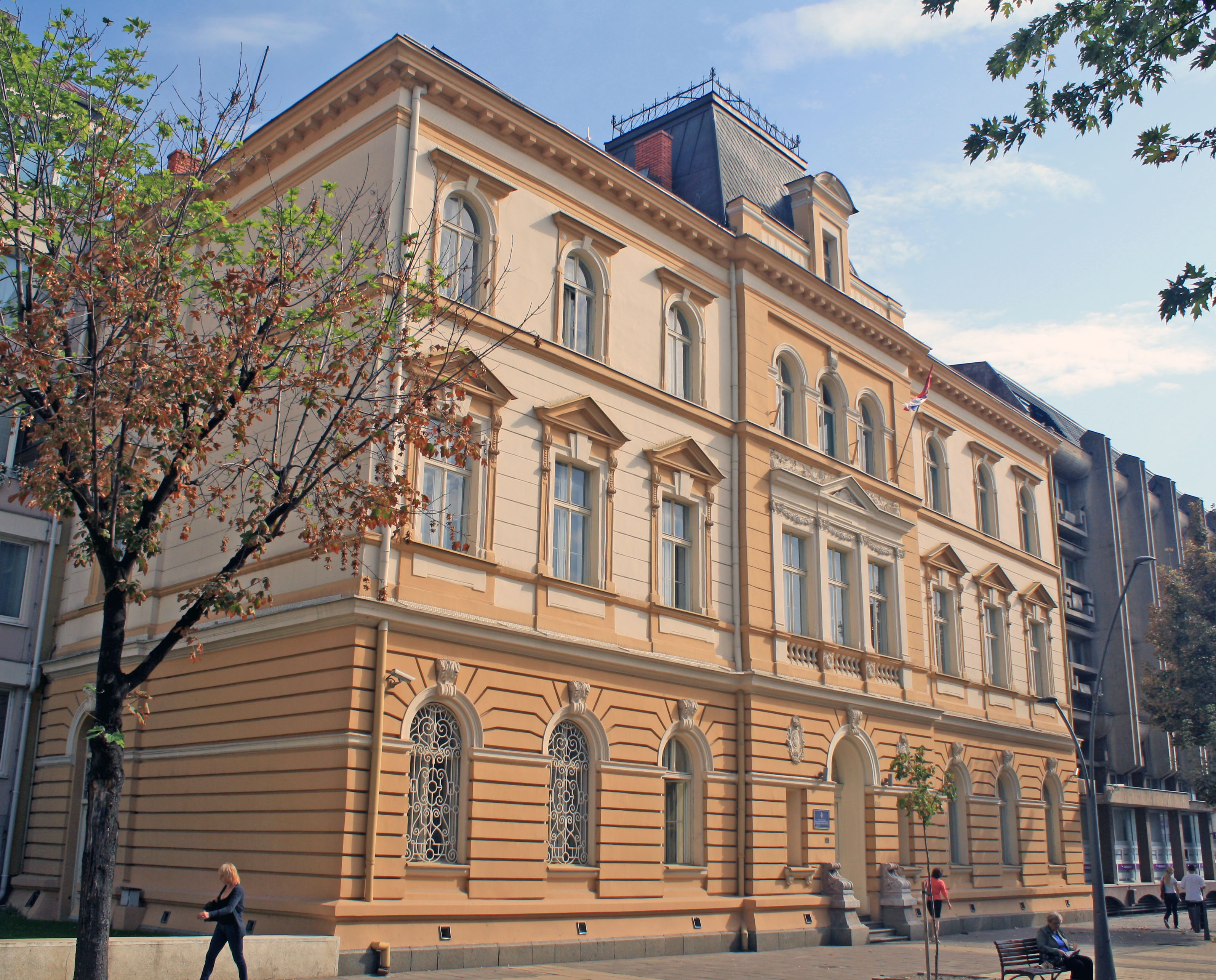
Le bâtiment de l'Administration du district à Šabac.
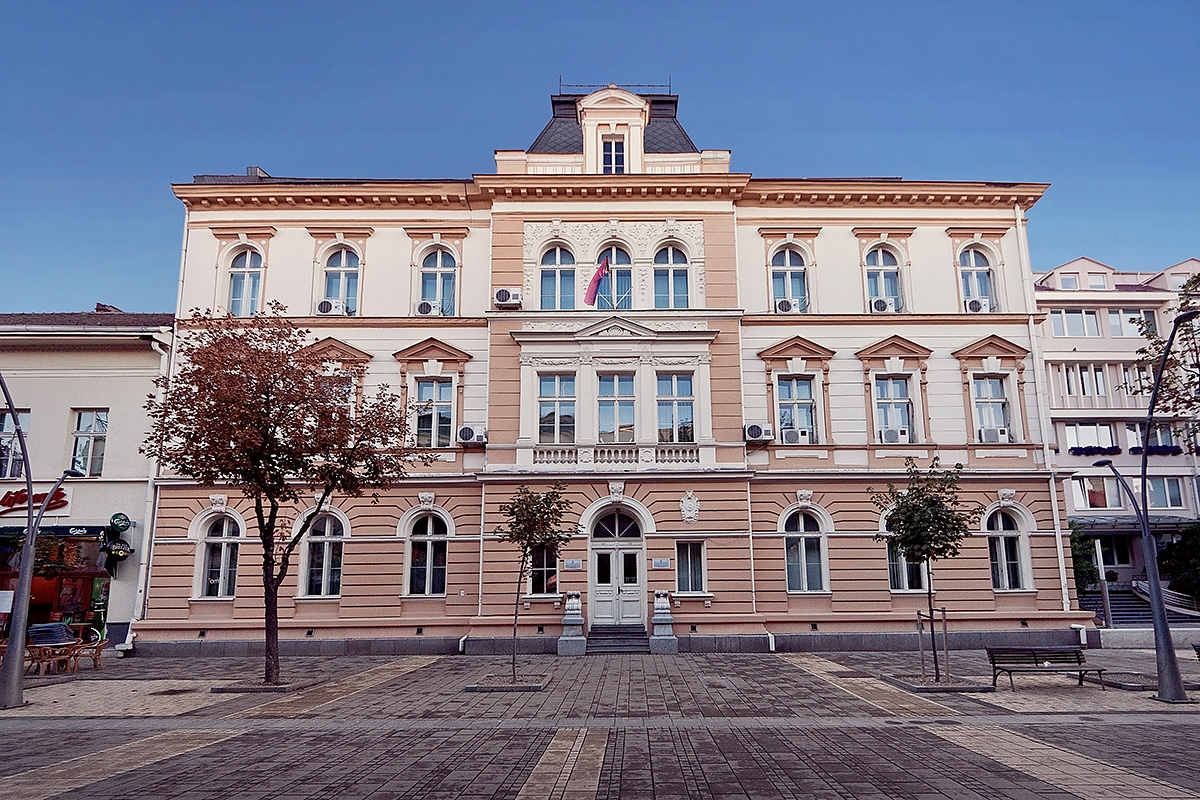
Le bâtiment du Tribunal de district à Šabac.
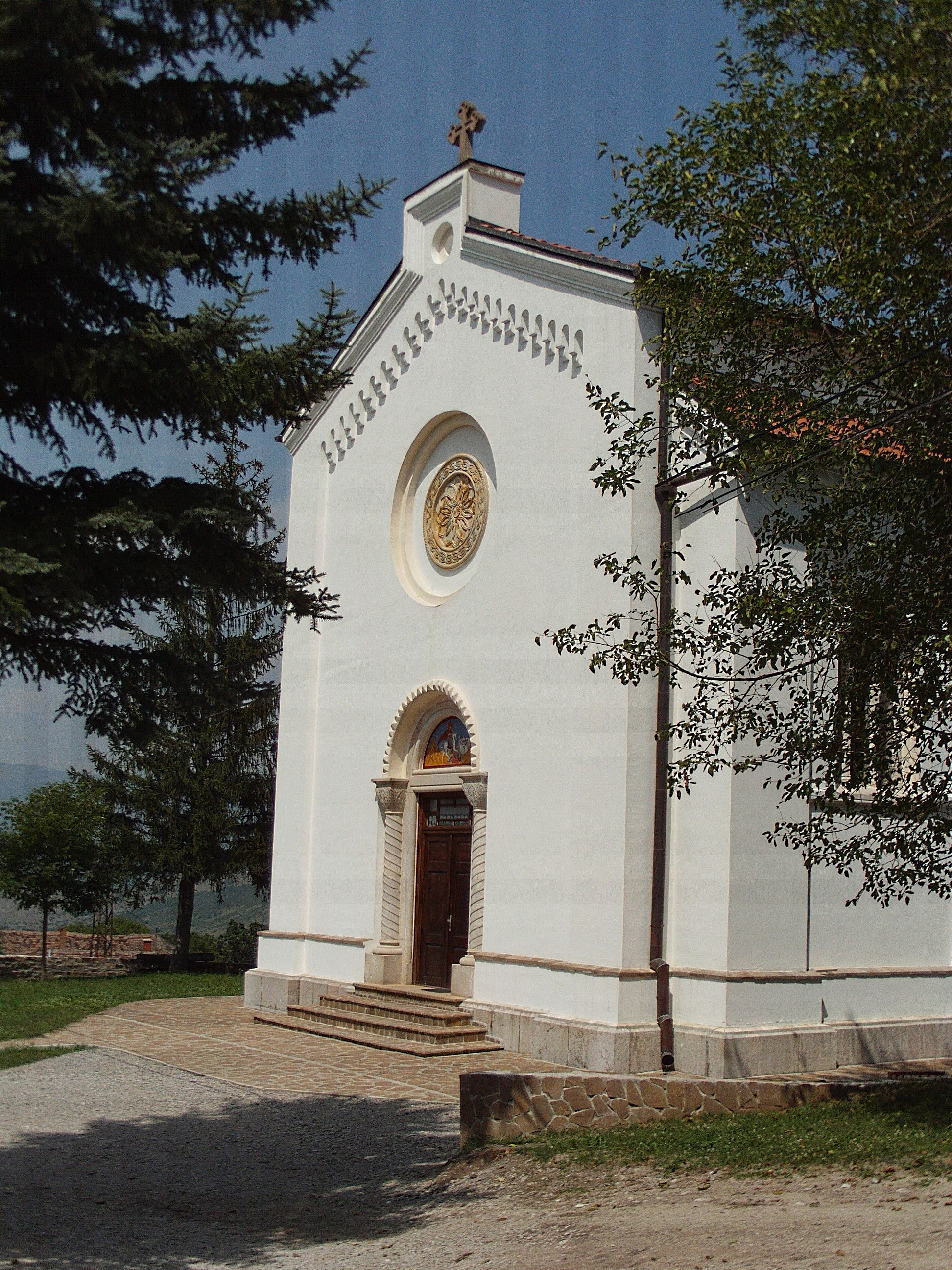
L'église du monastère du Divljana.
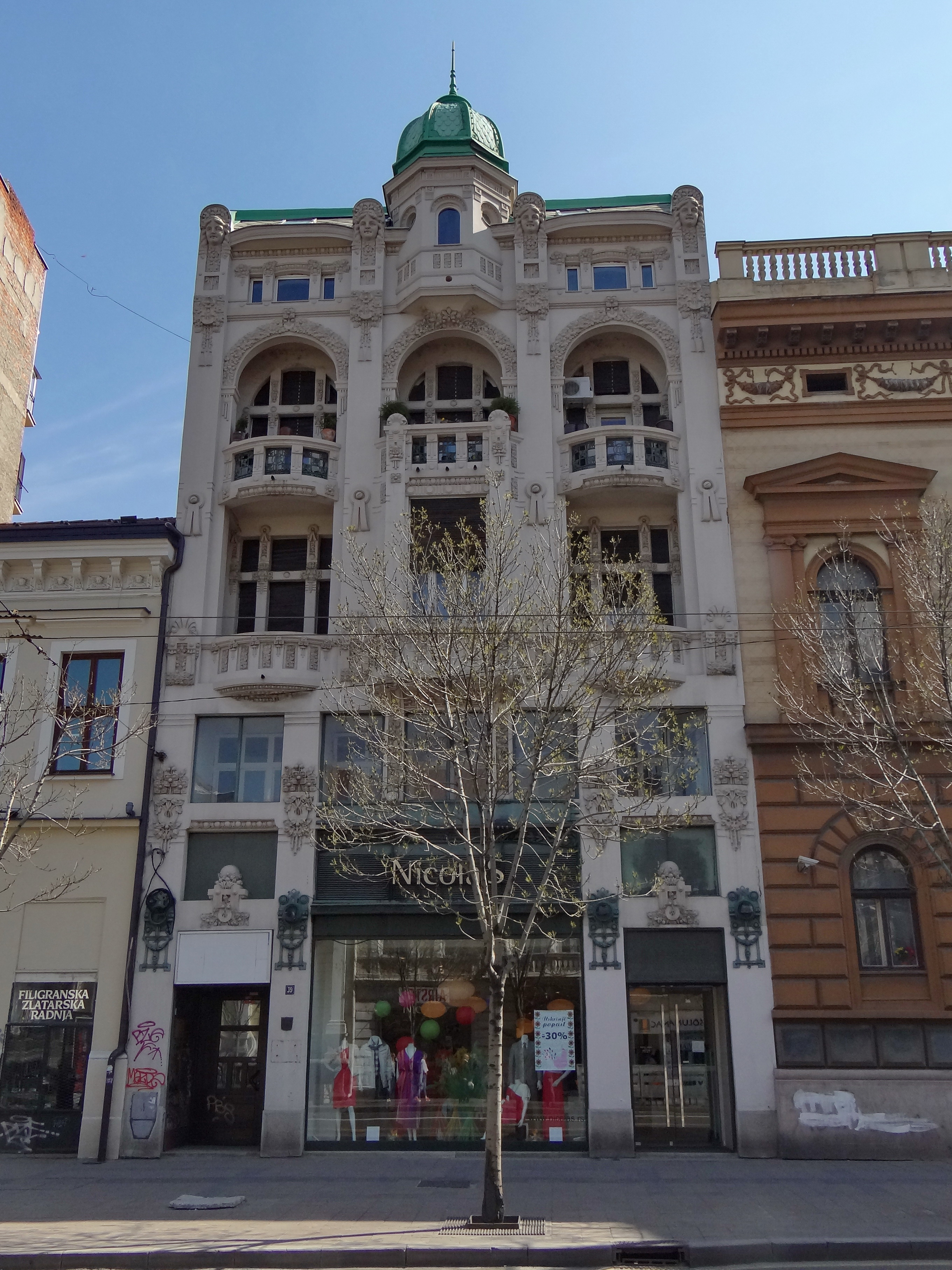
Le bâtiment de la banque de Smederevo.
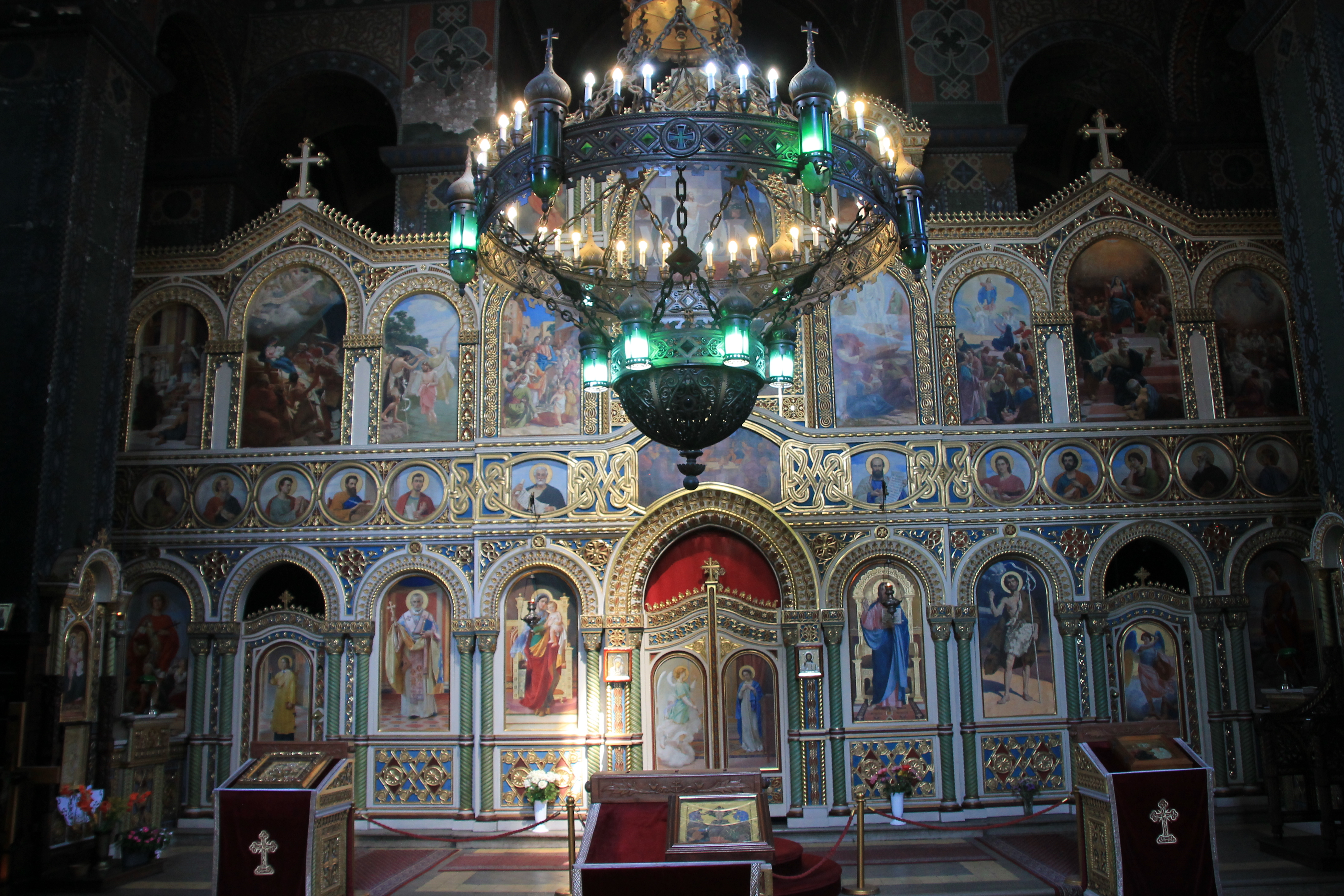
L'iconostase de l'église de la Transfiguration de Pančevo.
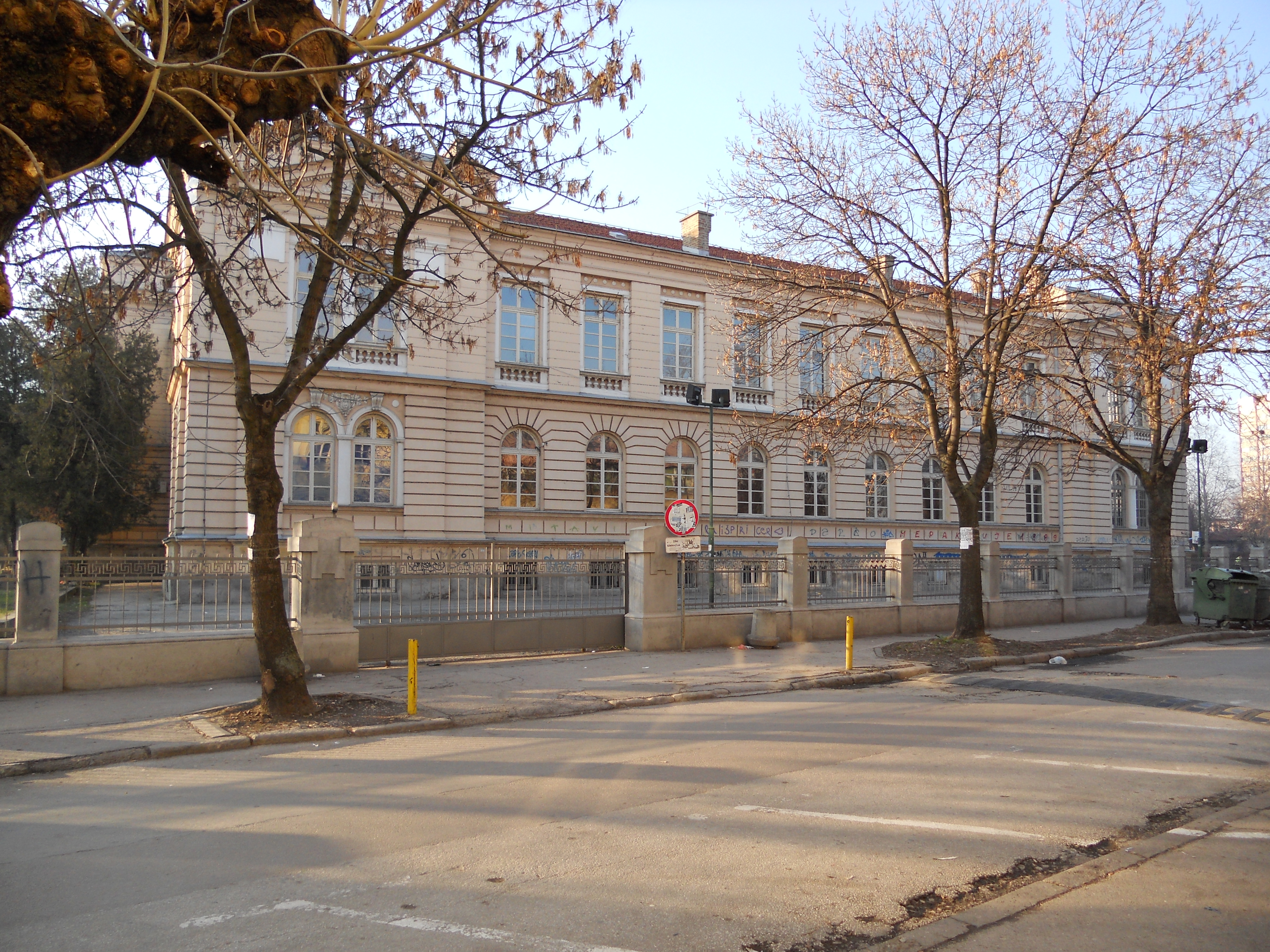
Le lycée Stevan Sremac à Niš.